# Bressuire
Bressuire è un comune francese di 19 664 abitanti situato nel dipartimento delle Deux-Sèvres nella regione della Nuova Aquitania.

## Società

### Evoluzione demografica
Abitanti censiti

## Amministrazione

### Gemellaggi
- Mequinenza, Spagna, dal 1982
- Fraserburgh, Regno Unito, dal 1990
- Hodac, Romania, dal 1990
- Kpalimé, Togo, dal 1991
- Friedberg, Germania, dal 1992
- Leixlip, Irlanda, dal 1996
- Rjazan', Russia, dal 1997
- Arica, Cile, dal 1997
- Parczew, Polonia, dal 1998